# ロート・ヴァイス・アーレン
ロート・ヴァイス・アーレン（Rot Weiss Ahlen）は、ドイツ・ノルトライン＝ヴェストファーレン州・アーレンに本拠地を置くサッカークラブチーム。

## 概要
TuSアーレン（TuS Ahlen）とブラウ・ヴァイス・アーレン（Blau-Weiß Ahlen）が1996年に合併して創立され、06/07シーズンまではLRアーレン（LR Ahlen）の名称を使用していた。07/08シーズンから現在のロート・ヴァイス・アーレン（Rot Weiss Ahlen）に名称を変更した。07/08シーズンはレギオナルリーガ(3部相当)に所属し優勝。08/09シーズンはドイツ・ブンデスリーガ2部に昇格する。しかし2009-10シーズンに3部に降格後に財政が急激に悪化し破産、2010-11シーズンは17位で終了したがチームの破産を理由にオーバリーガに2階級降格処分を受けた。

## タイトル

### 国内タイトル
- レギオナルリーガ北部：1回

2007-2008

### 国際タイトル
なし

## 過去の成績
- 2005-2006 ブンデスリーガ2部 17位 降格
- 2006-2007 レギオナルリーガ北部 13位
- 2007-2008 レギオナルリーガ北部 優勝 昇格
- 2008-2009 ブンデスリーガ2部 10位
- 2009-2010 ブンデスリーガ2部 18位 降格
- 2010-2011 ブンデスリーガ3部 17位 オーバリーガに降格
- 2011-2012 オーバリーガNRW-Liga 17位
- 2012-2013 オーバリーガWestfalen  9位
- 2013-2014 オーバリーガWestfalen  9位
- 2014-2015 オーバリーガWestfalen  2位 昇格
- 2015-2016 レギオナルリーガ西部 13位
- 2016-2017 レギオナルリーガ西部

## 歴代監督
- フランティゼック・ストラカ 2005
- クリスティアン・ヴュック 2007-2009

## 歴代所属選手
- ヴラディミル・ユーゴヴィッチ 2004-2005
- マルコ・ロイス 2007-2009
- ケヴィン・グロスクロイツ 2007-2009
- パスカル・イター 2022-